# ロールス・ロイス コンウェイ
RB.80 コンウェイ (RB.80 Conway) は、世界ではじめて実用化されたターボファンエンジンである。
1940年代にロールス・ロイスで開発が始まったが、1950年代末から1960年代初頭にまでの短期間使用されただけだった。コンウェイはハンドレページ ヴィクターやビッカース VC-10やボーイング707やダグラス DC-8の一部の機種に使用された。
コンウェイはジェットエンジンに川の名前を付けるというロールス・ロイスの慣例に則り、ウェールズのコンウェイ川に由来する。

## 歴史
初期のジェットエンジンは、その排気が効率の良い推進に必要とされるそれに比べ高速で、かつ高温だった。この高速高温のエネルギーの一部を回収できればエンジンの経済性が向上する。ターボプロップはその好例で、タービンを多段化して回収したエネルギーをプロペラを回すパワーに使おうというものだった。だがプロペラの効率と飛行速度の両方を一緒に向上させることは難しく、プロペラの効率を損なわずに達成可能な速度は時速800キロメートル程度が上限であった。
バイパスエンジン（ターボファンエンジン）の基本的な調査は初期のジェットエンジンの設計において既に行われていた。アラン・アーノルド・グリフィスは1930年代に既に複数の概念をもっており、ロイヤル・エアクラフト・エスタブリッシュメントのハイネコンスタント達が軸流式ジェットエンジンで試みていた。フランク・ホイットルのパワージェッツでも同様に複数の方式が研究された。
しかしながら単純で短期間に実戦に投入できるジェットエンジンの開発が優先され、ターボファンエンジンの開発は後回しにされた。第二次世界大戦の終結により優先順位は劇的に変化して、1946年のロールス・ロイス エイヴォンは充分に先進的だったが、さらに先進的かつ効率的なエンジンとして新しいバイパスエンジンの開発を開始した。
グリフィスはエイヴォン以外にも他の実験用ジェットエンジンに使用するささやかな実験的な設計であるロールス・ロイス Tweedの設計を利用し、新たなバイパスエンジンの設計を進めた。
1947年4月、推力5,000 lbf設計ができた数ヶ月後、より高推力の9,250 lbfの設計はマーク2はパスファインダーとして知られるビッカース ヴァリアント爆撃機の動力として予定されたが、より高推力のエンジンが10月にRB.80として名付けられ、生産が始まった。

## 詳細
RCo.12 コンウェイは低バイパス比の軸流式ターボファンエンジンでバイパス比は約25%である。7段式の軸流式低圧圧縮機で最初の6段はアルミニウム製で最後の段はチタン製である。さらに9段式の高圧圧縮機の最初の7段はチタン製で最後の2段は鋼鉄製である。バイパスハウジングダクトはチタン製である。燃焼室は10個のカンニュラー式燃焼室である。高圧圧縮機は2段の空冷式タービンで駆動され低圧圧縮機は単段のタービンで駆動される。
エンジンは離陸時の推力17,150 lbfで重量は4,500 lbで燃料消費は0.87である。

## 派生型
| 型             | 推力 | 搭載機                        |
| -------------- | ---- | ----------------------------- |
| RCo.11         | 1.00 | ハンドレページ ヴィクター B.2 |
| RCo.12 Mk 508  | 1.01 | 707 逆推進装置装備            |
| RCo.12 Mk 508A | 1.04 | 707 Uprated Mk 508            |
| RCo.12 Mk 509  | 1.01 | DC-8                          |
| RCo.12 Mk 509A | 1.04 | DC-8 Uprated Mk 509           |
| RCo.17         | 1.19 | ハンドレページ ヴィクター B.2 |
| RCo.42 Mk 540  | 1.18 | VC10                          |
| RCo.43 Mk 301  | 1.26 | VC-10 軍用 VC10               |
| RCo.43 Mk 550  | 1.26 | スーパー VC10 8段低圧圧縮器   |

## 英語版記事参考文献
- Kay, Antony, Turbojet, History and Development 1930-1960, Vol 1, Great Britain and Germany, Crowood Press, 2007. ISBN 9781861269126